# غوردون بارتليت
غوردون بارتليت (بالإنجليزية: Gordon Bartlett)‏ (3 ديسمبر 1955 بلندن في المملكة المتحدة - ) هو لاعب كرة قدم بريطاني في مركز الهجوم. لعب مع نادي برينتفورد ونادي بورتسموث وDenver Dynamos ‏ ونادي سلاو تاون.

## وصلات خارجية
- غوردون بارتليت على موقع قاعدة بيانات كرة القدم.إي يو (الإنجليزية)